# جيمس ليندر
جيمس ليندر (بالإنجليزية: James Linder)‏ هو عالم أمراض أمريكي، ولد في 21 أكتوبر 1954 في أوماها في الولايات المتحدة.